# Wereldkampioenschap voetbal vrouwen onder 17 - 2016
Het Wereldkampioenschap voetbal vrouwen onder 17 van 2016 is de 5de editie van het Wereldkampioenschap voetbal vrouwen onder 17, het tweejaarlijks voetbaltoernooi wordt georganiseerd door de FIFA voor alle nationale vrouwenploegen onder 17 jaar. Jordanië, dat werd verkozen door de FIFA op 5 december 2013, organiseerde het toernooi van 30 september tot en met 21 oktober 2016. Het toernooi werd gewonnen door Noord-Korea, dat voor de tweede keer de titel pakte. In de finale waren zij na strafschoppen te sterk voor Japan. Spanje werd derde.

## Kandidaat-gastlanden
De volgende landen dienden hun kandidatuur in om het toernooi te mogen organiseren:
- Bahrein
- Jordanië
- Ierland
- Zuid-Afrika

Op 5 december 2013 koos het Uitvoerend Comité van de FIFA dat Jordanië het toernooi van 2016 mag organiseren.

## Kwalificaties
16 landen kwalificeren zich voor het eindtoernooi. Jordanië is automatisch gekwalificeerd als gastland. De andere 15 landen kwalificeren zich via 6 continentale competities van de verschillende confederaties.
| Confederatie                          | Land             | Vorige editie (2014) |
| ------------------------------------- | ---------------- | -------------------- |
| AFC (Azië)                            | Jordanië         | Niet deelgenomen     |
| AFC (Azië)                            | Japan            | Wereldkampioen       |
| AFC (Azië)                            | Noord-Korea      | Groepsfase           |
| CAF (Afrika)                          | Kameroen         | Niet deelgenomen     |
| CAF (Afrika)                          | Ghana            | Kwartfinale          |
| CAF (Afrika)                          | Nigeria          | Kwartfinale          |
| CONCACAF (Noord- en Centraal-Amerika) | Canada           | Kwartfinale          |
| CONCACAF (Noord- en Centraal-Amerika) | Mexico           | Kwartfinale          |
| CONCACAF (Noord- en Centraal-Amerika) | Verenigde Staten | Niet deelgenomen     |
| CONMEBOL (Zuid-Amerika)               | Brazilië         | Niet deelgenomen     |
| CONMEBOL (Zuid-Amerika)               | Paraguay         | Groepsfase           |
| CONMEBOL (Zuid-Amerika)               | Venezuela        | Vierde plaats        |
| OFC (Oceanië)                         | Nieuw-Zeeland    | Groepsfase           |
| UEFA (Europa)                         | Spanje           | Tweede               |
| UEFA (Europa)                         | Duitsland        | Groepsfase           |
| UEFA (Europa)                         | Engeland         | Niet deelgenomen     |

## Stadions
| Amman                                          | · Amman Zarka Irbid | Amman                                          |
| Amman International Stadium Capaciteit: 25.000 | · Amman Zarka Irbid | Koning Abdoellah II-stadion Capaciteit: 20.000 |
|                                                | · Amman Zarka Irbid |                                                |
| Zarka                                          | · Amman Zarka Irbid | Irbid                                          |
| Prins Mohammedstadion Capaciteit: 17.000       | · Amman Zarka Irbid | Al-Hassanstadion Capaciteit: 15.000            |
|                                                | · Amman Zarka Irbid |                                                |

## Scheidsrechters
In totaal werden er 16 scheidsrechters, 1 reserve scheidsrechter en 28 assistent-scheidsrechters geselecteerd voor dit toernooi.
| Confederatie | Scheidrechter | Assistent scheidsrechters |
| ------------ | --- | --- |
| AFC          | Kate Jacewicz (Australië) Park Ji-Yeong (Zuid-Korea) Yoshimi Yamashita (Japan) Oh Hyeon-Jeong (Zuid-Korea) (reserve)   | Renae Coghill (Australië) Uvena Fernandes (India) Maiko Hagio (Japan) Lee Seul-Gi (Zuid-Korea) Liang Jianping (China) Truong Thi Le Trinh (Vietnam)                                                                                |
| CAF          | Aissata Ameyo Amegee (Togo) Ledya Tafesse (Ethiopië)                                                                   | Josiane Mbakop (Kameroen) Fanta Idrissa Kone (Mali) |
| CONCACAF     | Marie-Soleil Beaudoin (Canada) Ekaterina Koroleva (Verenigde Staten) Miriam Patricia León Serpas (El Salvador)         | Thelma Beltran (El Salvador) Yudilia Briones (Mexico) Princess Brown (Jamaica) Kathryn Nesbitt (Verenigde Staten) Deleana Quan (Verenigde Staten) Stephanie-Dale Yee Sing (Jamaica)                                                |
| CONMEBOL     | Laura Fortunato (Argentinië) Regildenia de Holanda Moura (Brazilië) Viviana Muñoz (Colombia) Yeimy Martinez (Colombia) | Liliana Bejarano (Bolivia) Nilda Gamarra (Paraguay) Luzmila Gonzalez (Colombia) Daiana Milone (Argentinië) Tatiane Sacilotti (Brazilië) Leslie Vasquez (Chili)                                                                     |
| OFC          | Finau Vulivuli (Fiji)                                                                                                  | – |
| UEFA         | Esther Azzopardi (Malta) Sandra Braz Bastos (Portugal) Anastasia Pustovoitova (Rusland) Olga Zadinová (Tsjechië)       | Lucia Abruzzese (Italië) Oleksandra Ardasheva (Oekraïne) Christina Biehl (Duitsland) Susanne Kueng (Zwitserland) Ekaterina Kurochkina (Rusland) Kylie McMullan (Schotland) Slavomira Majkuthová (Slowakije) Katarzyna Wojs (Polen) |

## Groepsfase

### Groep A
| POS | Land          | M | W | G | V | DV | DT | DS  | PT | Kwalificatie |
| --- | ------------- | - | - | - | - | -- | -- | --- | -- | ------------ |
| 1   | Mexico        | 3 | 2 | 1 | 0 | 10 | 2  | +8  | 7  | Kwartfinale  |
| 2   | Spanje        | 3 | 2 | 1 | 0 | 9  | 1  | +8  | 7  | Kwartfinale  |
| 3   | Nieuw-Zeeland | 3 | 1 | 0 | 2 | 5  | 7  | –2  | 3  |              |
| 4   | Jordanië      | 3 | 0 | 0 | 3 | 1  | 15 | –14 | 0  |              |

Speeldag 1
|                                 |                                                         |       |               |                                                                                       |
| 30 september 2016 17:00 (UTC+3) | Mexico                                                  | 5 – 0 | Nieuw-Zeeland | Amman International Stadium, Amman Toeschouwers: 7.635 Scheidsrechter: Yeimy Martinez |
| 30 september 2016 17:00 (UTC+3) | Espinosa 18' Ovalle 36' Lopez 68' Avalos 81' Torres 87' |       |               | Amman International Stadium, Amman Toeschouwers: 7.635 Scheidsrechter: Yeimy Martinez |

|                                 |          |                                                |        |                                                                                               |
| 30 september 2016 20:00 (UTC+3) | Jordanië | 0 – 6                                          | Spanje | Amman International Stadium, Amman Toeschouwers: 14.347 Scheidsrechter: Marie-Soleil Beaudoin |
| 30 september 2016 20:00 (UTC+3) |          | Navarro 6', 27', 42', 47' (pen.), 79' Pina 89' |        | Amman International Stadium, Amman Toeschouwers: 14.347 Scheidsrechter: Marie-Soleil Beaudoin |

Speeldag 2
|                              |                   |       |               |                                                                         |
| 3 oktober 2016 16:00 (UTC+3) | Spanje            | 2 – 0 | Nieuw-Zeeland | Al-Hassanstadion, Irbid Toeschouwers: 698 Scheidsrechter: Park Ji-Yeong |
| 3 oktober 2016 16:00 (UTC+3) | Laia 80' Pina 85' |       |               | Al-Hassanstadion, Irbid Toeschouwers: 698 Scheidsrechter: Park Ji-Yeong |

|                              |               |       |                                               |                                                                            |
| 3 oktober 2016 19:00 (UTC+3) | Jordanië      | 1 – 4 | Mexico                                        | Al-Hassanstadion, Irbid Toeschouwers: 8.250 Scheidsrechter: Finau Vulivuli |
| 3 oktober 2016 19:00 (UTC+3) | Abu-Sabbah 6' |       | Enrigue 13' Cázares 17' Ovalle 54' Juárez 85' | Al-Hassanstadion, Irbid Toeschouwers: 8.250 Scheidsrechter: Finau Vulivuli |

Speeldag 3
|                              |                                       |       |          |                                                                                 |
| 7 oktober 2016 16:00 (UTC+3) | Nieuw-Zeeland                         | 5 – 0 | Jordanië | Prins Mohammedstadion, Zarqa Toeschouwers: 4.493 Scheidsrechter: Aissata Amegee |
| 7 oktober 2016 16:00 (UTC+3) | Tawharu 5', 90' Blake 28', 76', 90+2' |       |          | Prins Mohammedstadion, Zarqa Toeschouwers: 4.493 Scheidsrechter: Aissata Amegee |

|                              |         |       |              |                                                                                      |
| 7 oktober 2016 16:00 (UTC+3) | Spanje  | 1 – 1 | Mexico       | Koning Abdoellah II-stadion, Amman Toeschouwers: 1.900 Scheidsrechter: Ledya Tafesse |
| 7 oktober 2016 16:00 (UTC+3) | Eva 58' |       | Espinosa 56' | Koning Abdoellah II-stadion, Amman Toeschouwers: 1.900 Scheidsrechter: Ledya Tafesse |

### Groep B
| POS | Land      | M | W | G | V | DV | DT | DS | PT | Kwalificatie |
| --- | --------- | - | - | - | - | -- | -- | -- | -- | ------------ |
| 1   | Duitsland | 3 | 2 | 1 | 0 | 5  | 2  | +3 | 7  | Kwartfinale  |
| 2   | Venezuela | 3 | 2 | 0 | 1 | 5  | 3  | +2 | 6  | Kwartfinale  |
| 3   | Canada    | 3 | 1 | 1 | 1 | 4  | 5  | –1 | 4  |              |
| 4   | Kameroen  | 3 | 0 | 0 | 3 | 3  | 7  | –4 | 0  |              |

Speeldag 1
|                                 |             |       |                          |                                                                           |
| 30 september 2016 15:00 (UTC+3) | Venezuela   | 1 – 2 | Duitsland                | Al-Hassanstadion, Irbid Toeschouwers: 3.731 Scheidsrechter: Kate Jacewicz |
| 30 september 2016 15:00 (UTC+3) | Cazorla 61' |       | Giulia Gwinn 7' Bühl 74' | Al-Hassanstadion, Irbid Toeschouwers: 3.731 Scheidsrechter: Kate Jacewicz |

|                                 |                      |       |                                                    |                                                                         |
| 30 september 2016 18:00 (UTC+3) | Kameroen             | 2 – 3 | Canada                                             | Al-Hassanstadion, Irbid Toeschouwers: 4.200 Scheidsrechter: Sandra Braz |
| 30 september 2016 18:00 (UTC+3) | Djoubi 17' Dabda 42' |       | Huitema 3' Sarah Stratigakis 78' (pen.) Taylor 83' | Al-Hassanstadion, Irbid Toeschouwers: 4.200 Scheidsrechter: Sandra Braz |

Speeldag 2
|                              |                        |       |                |                                                                                          |
| 3 oktober 2016 16:00 (UTC+3) | Venezuela              | 2 – 1 | Kameroen       | Amman International Stadium, Amman Toeschouwers: 1.275 Scheidsrechter: Yoshimi Yamashita |
| 3 oktober 2016 16:00 (UTC+3) | Castellanos 20', 90+4' |       | Takounda 90+3' | Amman International Stadium, Amman Toeschouwers: 1.275 Scheidsrechter: Yoshimi Yamashita |

|                              |                    |       |                 |                                                                                         |
| 3 oktober 2016 19:00 (UTC+3) | Duitsland          | 1 – 1 | Canada          | Amman International Stadium, Amman Toeschouwers: 3.384 Scheidsrechter: Regildenia Moura |
| 3 oktober 2016 19:00 (UTC+3) | Giulia Gwinn 45+2' |       | Deanne Rose 20' | Amman International Stadium, Amman Toeschouwers: 3.384 Scheidsrechter: Regildenia Moura |

Speeldag 3
|                              |        |                                  |           |                                                                                      |
| 7 oktober 2016 19:00 (UTC+3) | Canada | 0 – 2                            | Venezuela | Koning Abdoellah II-stadion, Amman Toeschouwers: 2.704 Scheidsrechter: Olga Zadinová |
| 7 oktober 2016 19:00 (UTC+3) |        | Deyna Castellanos 30' Moreno 74' |           | Koning Abdoellah II-stadion, Amman Toeschouwers: 2.704 Scheidsrechter: Olga Zadinová |

|                              |                               |       |          |                                                                                |
| 7 oktober 2016 19:00 (UTC+3) | Duitsland                     | 2 – 0 | Kameroen | Prins Mohammedstadion, Zarqa Toeschouwers: 1.130 Scheidsrechter: Park Ji-Yeong |
| 7 oktober 2016 19:00 (UTC+3) | Giulia Gwinn 15' Oberdorf 72' |       |          | Prins Mohammedstadion, Zarqa Toeschouwers: 1.130 Scheidsrechter: Park Ji-Yeong |

### Groep C
| POS | Land        | M | W | G | V | DV | DT | DS | PT | Kwalificatie |
| --- | ----------- | - | - | - | - | -- | -- | -- | -- | ------------ |
| 1   | Noord-Korea | 3 | 2 | 1 | 0 | 7  | 3  | +4 | 7  | Kwartfinale  |
| 2   | Engeland    | 3 | 1 | 2 | 0 | 5  | 4  | +1 | 5  | Kwartfinale  |
| 3   | Brazilië    | 3 | 1 | 0 | 2 | 2  | 3  | –1 | 4  |              |
| 4   | Nigeria     | 3 | 0 | 1 | 2 | 0  | 4  | –4 | 1  |              |

Speeldag 1
|                              |         |              |          |                                                                                      |
| 1 oktober 2016 16:00 (UTC+3) | Nigeria | 0 – 1        | Brazilië | Koning Abdoellah II-stadion, Amman Toeschouwers: 4.500 Scheidsrechter: Olga Zadinová |
| 1 oktober 2016 16:00 (UTC+3) |         | Micaelly 42' |          | Koning Abdoellah II-stadion, Amman Toeschouwers: 4.500 Scheidsrechter: Olga Zadinová |

|                              |                                                    |       |                                                 |                                                                                      |
| 1 oktober 2016 19:00 (UTC+3) | Engeland                                           | 3 – 3 | Noord-Korea                                     | Koning Abdoellah II-stadion, Amman Toeschouwers: 2.500 Scheidsrechter: Ledya Tafesse |
| 1 oktober 2016 19:00 (UTC+3) | Brazil 20' Georgia Stanway 33' Alessia Russo 90+4' |       | S. Hyang Sim 29' K. Pom-ui 67' K. Kyong-hui 84' | Koning Abdoellah II-stadion, Amman Toeschouwers: 2.500 Scheidsrechter: Ledya Tafesse |

Speeldag 2
|                              |         |       |          |                                                                                   |
| 4 oktober 2016 16:00 (UTC+3) | Nigeria | 0 – 0 | Engeland | Prins Mohammedstadion, Zarqa Toeschouwers: 664 Scheidsrechter: Ekaterina Koroleva |
| 4 oktober 2016 16:00 (UTC+3) |         |       |          | Prins Mohammedstadion, Zarqa Toeschouwers: 664 Scheidsrechter: Ekaterina Koroleva |

|                              |          |                |             |                                                                                         |
| 4 oktober 2016 19:00 (UTC+3) | Brazilië | 0 – 1          | Noord-Korea | Prins Mohammedstadion, Zarqa Toeschouwers: 2.463 Scheidsrechter: Anastasia Pustovoitova |
| 4 oktober 2016 19:00 (UTC+3) |          | R. Hae-yon 71' |             | Prins Mohammedstadion, Zarqa Toeschouwers: 2.463 Scheidsrechter: Anastasia Pustovoitova |

Speeldag 3
|                              |                          |       |         |                                                                                            |
| 8 oktober 2016 19:00 (UTC+3) | Noord-Korea              | 3 – 0 | Nigeria | Amman International Stadium, Amman Toeschouwers: 947 Scheidsrechter: Marie-Soleil Beaudoin |
| 8 oktober 2016 19:00 (UTC+3) | R. Hae-yon 30', 45', 83' |       |         | Amman International Stadium, Amman Toeschouwers: 947 Scheidsrechter: Marie-Soleil Beaudoin |

|                              |             |       |                                          |                                                                           |
| 8 oktober 2016 19:00 (UTC+3) | Brazilië    | 1 – 2 | Engeland                                 | Al-Hassanstadion, Irbid Toeschouwers: 1.400 Scheidsrechter: Kate Jacewicz |
| 8 oktober 2016 19:00 (UTC+3) | Kerolin 36' |       | Georgia Stanway 45+3' (pen.), 60' (pen.) | Al-Hassanstadion, Irbid Toeschouwers: 1.400 Scheidsrechter: Kate Jacewicz |

### Groep D
| POS | Land             | M | W | G | V | DV | DT | DS  | PT | Kwalificatie |
| --- | ---------------- | - | - | - | - | -- | -- | --- | -- | ------------ |
| 1   | Japan            | 3 | 3 | 0 | 0 | 13 | 2  | +11 | 9  | Kwartfinale  |
| 2   | Ghana            | 3 | 2 | 0 | 1 | 3  | 6  | –3  | 6  | Kwartfinale  |
| 3   | Verenigde Staten | 3 | 2 | 0 | 1 | 9  | 6  | +3  | 3  |              |
| 4   | Paraguay         | 3 | 0 | 0 | 3 | 1  | 12 | –11 | 0  |              |

Speeldag 1
|                              |       |                                              |       |                                                                                              |
| 1 oktober 2016 16:00 (UTC+3) | Ghana | 0 – 5                                        | Japan | Prins Mohammedstadion, Zarqa Toeschouwers: 1.083 Scheidsrechter: Miriam Patricia Leon Serpas |
| 1 oktober 2016 16:00 (UTC+3) |       | Ueki 7' Endo 18', 21' Takarada 26' Chiba 83' |       | Prins Mohammedstadion, Zarqa Toeschouwers: 1.083 Scheidsrechter: Miriam Patricia Leon Serpas |

|                              |                                                                |       |            |                                                                                         |
| 1 oktober 2016 19:00 (UTC+3) | Verenigde Staten                                               | 6 – 1 | Paraguay   | Prins Mohammedstadion, Zarqa Toeschouwers: 2.078 Scheidsrechter: Anastasia Pustovoitova |
| 1 oktober 2016 19:00 (UTC+3) | Tagliaferri 11' Kuhlmann 14', 49', 87' Pickett 69' Sanchez 82' |       | Fretes 53' | Prins Mohammedstadion, Zarqa Toeschouwers: 2.078 Scheidsrechter: Anastasia Pustovoitova |

Speeldag 2
|                              |                  |       |                                           |                                                                                        |
| 4 oktober 2016 16:00 (UTC+3) | Verenigde Staten | 1 – 2 | Ghana                                     | Koning Abdoellah II-stadion, Amman Toeschouwers: 2.000 Scheidsrechter: Laura Fortunato |
| 4 oktober 2016 16:00 (UTC+3) | Tagliaferri 5'   |       | Gi. Acheampong 63' Owusu-Ansah 84' (pen.) | Koning Abdoellah II-stadion, Amman Toeschouwers: 2.000 Scheidsrechter: Laura Fortunato |

|                              |          |                                                       |       |                                                                                         |
| 4 oktober 2016 19:00 (UTC+3) | Paraguay | 0 – 5                                                 | Japan | Koning Abdoellah II-stadion, Amman Toeschouwers: 2.600 Scheidsrechter: Esther Azzopardi |
| 4 oktober 2016 19:00 (UTC+3) |          | Takahashi 4' Nojima 29', 39' (pen.), 44' Takarada 89' |       | Koning Abdoellah II-stadion, Amman Toeschouwers: 2.600 Scheidsrechter: Esther Azzopardi |

Speeldag 3
|                              |                                 |       |                           |                                                                                       |
| 8 oktober 2016 19:00 (UTC+3) | Japan                           | 3 – 2 | Verenigde Staten          | Amman International Stadium, Amman Toeschouwers: 2.580 Scheidsrechter: Yeimy Martinez |
| 8 oktober 2016 19:00 (UTC+3) | Ueki 53' Kanno 75' Miyazawa 77' |       | Sanchez 33', 90+1' (pen.) | Amman International Stadium, Amman Toeschouwers: 2.580 Scheidsrechter: Yeimy Martinez |

|                              |          |                 |       |                                                                            |
| 8 oktober 2016 19:00 (UTC+3) | Paraguay | 0 – 1           | Ghana | Al-Hassanstadion, Irbid Toeschouwers: 1.703 Scheidsrechter: Finau Vulivuli |
| 8 oktober 2016 19:00 (UTC+3) |          | Owusu-Ansah 68' |       | Al-Hassanstadion, Irbid Toeschouwers: 1.703 Scheidsrechter: Finau Vulivuli |

## Knock-outfase
|  | kwartfinale        | kwartfinale        |                    |       | halve finale       | halve finale       |   |  | finale | finale |
|  |                    |                    |                    |       |                    |                    |   |  |        |        |
|  | 12 oktober – Amman |                    |                    |       |                    |                    |   |  |        |        |
|  |                    |                    |                    |       |                    |                    |   |  |        |        |
|  | Mexico             | 1                  |                    |       |                    |                    |   |  |        |        |
|  | Mexico             | 1                  | 16 oktober – Amman |       |                    |                    |   |  |        |        |
|  | Venezuela          | 2                  |                    |       |                    |                    |   |  |        |        |
|  | Venezuela          | 2                  | Venezuela          | 0     |                    |                    |   |  |        |        |
|  | 13 oktober – Irbid |                    | Venezuela          | 0     |                    |                    |   |  |        |        |
|  |                    | Noord-Korea        | 3                  |       |                    |                    |   |  |        |        |
|  | Noord-Korea        | Noord-Korea        | 3                  | 2     |                    |                    |   |  |        |        |
|  | Noord-Korea        |                    | 21 oktober – Amman | 2     |                    |                    |   |  |        |        |
|  | Ghana              | 1                  |                    |       |                    |                    |   |  |        |        |
|  | Ghana              | 1                  | Noord-Korea        | 0 (5) |                    |                    |   |  |        |        |
|  | 12 oktober – Amman |                    | Noord-Korea        | 0 (5) |                    |                    |   |  |        |        |
|  |                    | Japan              | 0 (4)              |       |                    |                    |   |  |        |        |
|  | Duitsland          | Japan              | 0 (4)              | 1     |                    |                    |   |  |        |        |
|  | Duitsland          | 16 oktober – Amman |                    | 1     |                    |                    |   |  |        |        |
|  | Spanje             | 2                  |                    |       |                    |                    |   |  |        |        |
|  | Spanje             | 2                  | Spanje             | 0     | derde plaats       | derde plaats       |   |  |        |        |
|  | 13 oktober – Irbid |                    | Spanje             | 0     | derde plaats       | derde plaats       |   |  |        |        |
|  |                    | Japan              | 3                  |       | 21 oktober – Amman | 21 oktober – Amman |   |  |        |        |
|  | Japan              | Japan              | 3                  | 3     | 21 oktober – Amman | 21 oktober – Amman |   |  |        |        |
|  | Japan              |                    |                    |       |                    | Venezuela          | 0 |  |        |        |
|  | Engeland           | 0                  |                    |       |                    | Venezuela          | 0 |  |        |        |
|  | Engeland           | 0                  | Spanje             | 4     |                    |                    |   |  |        |        |
|  |                    |                    | Spanje             | 4     |                    |                    |   |  |        |        |

### Kwartfinale
|                               |             |       |                            |                                                                                             |
| 12 oktober 2016 16:00 (UTC+3) | Mexico      | 1 – 2 | Venezuela                  | Amman International Stadium, Amman Toeschouwers: 856 Scheidsrechter: Anastasia Pustovoitova |
| 12 oktober 2016 16:00 (UTC+3) | Enrigue 34' |       | Deyna Castellanos 35', 39' | Amman International Stadium, Amman Toeschouwers: 856 Scheidsrechter: Anastasia Pustovoitova |

|                               |                |       |                    |                                                                                    |
| 12 oktober 2016 19:00 (UTC+3) | Duitsland      | 1 – 2 | Spanje             | Amman International Stadium, Amman Toeschouwers: 2.225 Scheidsrechter: Sandra Braz |
| 12 oktober 2016 19:00 (UTC+3) | Oberdorf 90+4' |       | Natalia 9' Eva 36' | Amman International Stadium, Amman Toeschouwers: 2.225 Scheidsrechter: Sandra Braz |

|                               |                                       |       |                    |                                                                           |
| 13 oktober 2016 16:00 (UTC+3) | Noord-Korea                           | 2 – 1 | Ghana              | Al-Hassanstadion, Irbid Toeschouwers: 493 Scheidsrechter: Laura Fortunato |
| 13 oktober 2016 16:00 (UTC+3) | K. Pom-ui 33' (pen.) J. Un-yong 90+4' |       | Gi. Acheampong 81' | Al-Hassanstadion, Irbid Toeschouwers: 493 Scheidsrechter: Laura Fortunato |

|                               |                         |       |          |                                                                                |
| 13 oktober 2016 19:00 (UTC+3) | Japan                   | 3 – 0 | Engeland | Al-Hassanstadion, Irbid Toeschouwers: 1.806 Scheidsrechter: Ekaterina Koroleva |
| 13 oktober 2016 19:00 (UTC+3) | Endo 3' Ueki 45+1', 80' |       |          | Al-Hassanstadion, Irbid Toeschouwers: 1.806 Scheidsrechter: Ekaterina Koroleva |

### Halve finale
|                               |           |                                              |             |                                                                                      |
| 17 oktober 2016 16:00 (UTC+3) | Venezuela | 0 – 3                                        | Noord-Korea | Koning Abdoellah II-stadion, Amman Toeschouwers: 1.200 Scheidsrechter: Olga Zadinová |
| 17 oktober 2016 16:00 (UTC+3) |           | Kim Pom-ui 15' Ja Un-yong 71' Ri Hae-yon 89' |             | Koning Abdoellah II-stadion, Amman Toeschouwers: 1.200 Scheidsrechter: Olga Zadinová |

|                               |        |                                            |       |                                                                          |
| 17 oktober 2016 19:00 (UTC+3) | Spanje | 0 – 3                                      | Japan | Koning Abdoellah II-stadion, Amman Scheidsrechter: Marie-Soleil Beaudoin |
| 17 oktober 2016 19:00 (UTC+3) |        | Takahashi 14', 76' (pen.) Lucía 48' (e.d.) |       | Koning Abdoellah II-stadion, Amman Scheidsrechter: Marie-Soleil Beaudoin |

### Troostfinale
|                               |           |                              |        |                                                                                      |
| 21 oktober 2016 17:00 (UTC+3) | Venezuela | 0 – 4                        | Spanje | Amman International Stadium, Amman Toeschouwers: 3.200 Scheidsrechter: Ledya Tafesse |
| 21 oktober 2016 17:00 (UTC+3) |           | Eva 17' Lorena 53', 78', 87' |        | Amman International Stadium, Amman Toeschouwers: 3.200 Scheidsrechter: Ledya Tafesse |

### Finale
|                               |                                                              |       |                                                                   |                                                                                       |
| 21 oktober 2016 20:00 (UTC+3) | Noord-Korea                                                  | 0 – 0 | Japan                                                             | Amman International Stadium, Amman Toeschouwers: 12.800 Scheidsrechter: Kate Jacewicz |
| 21 oktober 2016 20:00 (UTC+3) |                                                              |       |                                                                   | Amman International Stadium, Amman Toeschouwers: 12.800 Scheidsrechter: Kate Jacewicz |
| 21 oktober 2016 20:00 (UTC+3) | Strafschoppen                                                |       |                                                                   | Amman International Stadium, Amman Toeschouwers: 12.800 Scheidsrechter: Kate Jacewicz |
| 21 oktober 2016 20:00 (UTC+3) | Ja Un-yong Kim Pom-ui Sung Hyang-sim Ri Hae-yon Ri Kum-hyang | 5–4   | Riko Ueki Reina Wakisaka Hana Takahashi Rio Kanekatsu Fuka Nagano | Amman International Stadium, Amman Toeschouwers: 12.800 Scheidsrechter: Kate Jacewicz |

| Wereldkampioenschap voetbal vrouwen onder 17 Winnaar 2016 |
| --------------------------------------------------------- |
|                                                           |
| Noord-Korea Tweede titel                                  |

## Doelpuntenmakers
8 doelpunten
- Lorena Navarro

5 doelpunten
- Ri Hae-yon
- Deyna Castellanos

4 doelpunten
- Riko Ueki

3 doelpunten
- Georgia Stanway
- Giulia Gwinn
- Jun Endo
- Sakura Nojima
- Hana Takahashi
- Hannah Blake
- Kim Pom-ui
- Eva María Navarro
- Civana Kuhlmann
- Ashley Sanchez

2 doelpunten
- Lena Oberdorf
- Gifty Acheampong
- Sandra Owusu-Ansah
- Saori Takarada
- Jazmín Enrigue
- Daniela Espinosa
- Jacqueline Ovalle
- Sam Tawharu
- Ja Un-yong
- Claudia Pina
- Frankie Tagliaferri

1 doelpunt
- Kerolin
- Micaelly
- Claudia Dabda
- Soline Djoubi
- Alexandra Takounda
- Jordyn Huitema
- Deanne Rose
- Sarah Stratigakis
- Hannah Taylor
- Ellie Brazil
- Alessia Russo
- Klara Bühl
- Remina Chiba
- Oto Kanno
- Hinata Miyazawa
- Sarah Abu-Sabbah
- Verónica Avalos
- Dayana Cázares
- Gabriela Juárez
- Jimena López
- Celiana Torres
- Ko Kyong-hui
- Sung Hyang Sim
- Limpia Fretes
- Laia Aleixandri
- Natalia Ramos
- Kiara Pickett
- Maria Cazorla
- Yerliane Moreno

Eigen doelpunt
- Lucía Rodríguez (tegen Japan)